# Pauline Akonga
Pauline Akonga, née le 9 février 1982 à Kinshasa (Zaïre), est une joueuse de basket-ball congolaise de 1,88 m évoluant au poste de pivot.

## Biographie
En 2011-2012, elle inscrit en moyenne 16,2 points à 45,5 % à 2 points, 7 rebonds et 14,4 d’évaluation, s'imposant à Arras comme une des meilleures intérieures du championnat. En 2012-2013, elle est un ton en dessous après son retour de maternité avec 11,1 points à 41 % et 7,3 rebonds et signe en fin de saison pour le club voisin du Hainaut.
En juin 2018, elle annonce son retour au Hainaut après une saison réussie au club voisin de Villeneuve-d'Ascq (11,6 points et 5,2 rebonds en LFB et 11,7 points et 5,2 rebonds en Euroligue puis 15,5 points et 4 rebonds en Eurocoupe).
Non libérée par un club africain à l'automne 2019, elle ne peut rejoindre Saint-Amand et est supplée jusqu'à la fin d'année civile par l'Australienne Natalie Burton, avant de retrouver les terrains de LFB.

## Parcours
- 2002-2004 :  Primero da Gusto (Angola)
- 2007-2008 :  Ferroviaro (Mozambique)
- 2007-2008 :  Olivais (Portugal)
- 2008-2009 :  Dexia Namur
- 2009-2013 :  Arras Pays d'Artois Basket Féminin
- 2013-2017 :  Saint-Amand Hainaut Basket
- 2017-2018 :  Entente sportive Basket de Villeneuve-d'Ascq - Lille Métropole
- 2018-2020 :  Saint-Amand Hainaut Basket
- 2020-2021 :  COB Calais (LF2)
- 2021-2022 :  Olympique Sannois Saint Gratien (NF1)

## Palmarès

### Club[6]
- Championne de Belgique 2009
- Coupe de Belgique 2009
- Finaliste de l'Eurocoupe 2011

### Sélection nationale
- Médaille d'argent aux Jeux africains de 2003